# Ana Betancourt
Ana Betancourt, född 14 december 1832 på Kuba, död 7 februari 1901 i Madrid, Spanien, var en kubansk motståndskämpe under självständighetskriget mot Spanien och förkämpe för kvinnors rättigheter. Hon äras som nationalhjälte av den nuvarande kubanska regimen.
Ana Betancourt föddes i en rik jordägarefamilj. Under det kubanska tioårskrigets första år var hon en så kallas mambisa, en kvinnlig agitator och motståndskämpe. I den rollen pläderade hon för kvinnors och mäns lika rättigheter, och för slaveriets avskaffande.
Hon var gift med Ignacio Mora de la Pera. Den 9 juli 1871 togs de båda tillfånga av spanska styrkor, Betancourt tvingades tillbringa återstoden av sitt liv i exil i Spanien och fick aldrig återse sin make. Hon fortsatte dock att kämpa för Kubas självständighet från sin exil.
Betancourt avled 1901, 68 år gammal. Hon begravdes först i Madrid, men hennes kvarlevor flyttades 1968 till Colónkyrkogården i Havanna.
I Kuba är Betancourt nationalhjälte och en statlig hedersmedalj, Ana Betancourt-medaljen delas ut till hennes minne.